# The Halcyon
The Halcyon es una serie dramática británica transmitida del 2 de enero de 2017 hasta el 20 de febrero de 2017 por ITV. La serie fue creada por Charlotte Jones y contó con la participación invitada de los actores y cantantes Jamie Cullum, Eric Godon, Alex Jennings, Beverley Knight, Charity Wakefield y Danny Webb, entre otros. Muestra la vida en la capital inglesa y el impacto del conflicto militar en las familias, la política, los vínculos y el trabajo a través de todos los estratos sociales.
El 9 de marzo de 2017 se anunció que la serie había sido cancelada tras finalizar su primera temporada.

## Historia[3]
La historia se centra en el hotel de cinco estrellas, el cual es el epicentro de una ciudad cambiante y nada predecible, tanto para el personal, los huéspedes así como para los dueños, donde la guerra está rompiendo tradiciones, personas y relaciones. 

## Personajes

### Personajes principales[4]
| Actor             | Personaje               | Ocupación                                      | Episodios | Duración |
| ----------------- | ----------------------- | ---------------------------------------------- | --------- | -------- |
| Steven Mackintosh | Richard Garland         | Gerente general del hotel                      | 8         | 2017     |
| Olivia Williams   | Lady Priscilla Hamilton | -                                              | 8         | 2017     |
| Jamie Blackley    | Freddie Hamilton        | Piloto de combate                              | 8         | 2017     |
| Edward Bluemel    | Toby Hamilton           | Investigador / Funcionario                     | 8         | 2017     |
| Hermione Corfield | Emma Garland            | Recepcionista / Asistente de gerente del hotel | 8         | 2017     |
| Mark Benton       | Dennis Feldman          | Conserje principal del hotel                   | 8         | 2017     |
| Annabelle Apsion  | Lillian Hobbs           | Ama de llaves del hotel                        | 8         | 2017     |
| Alex Boxall       | Tom Hill                | Mesero del hotel                               | 8         | 2017     |
| Nick Brimble      | Skinner                 | Portero del hotel                              | 8         | 2017     |
| Michael Carter    | Wilfred Reynolds        | Gerente de recepción del hotel                 | 8         | 2017     |
| Lauren Coe        | Kate Loughlin           | Camarera del hotel                             | 8         | 2017     |
| Sope Dirisu       | Sonny Sullivan          | Director de la banda / Pianista del hotel      | 8         | 2017     |
| Gordon Kennedy    | Robbie                  | Sous chef del hotel                            | 8         | 2017     |
| Akshay Kumar      | Adil Joshi              | Barman del hotel                               | 8         | 2017     |
| Matt Ryan         | Joe O'Hara              | Corresponsal de radio / Huésped del hotel      | 8         | 2017     |
| Liz White         | Peggy Taylor            | Telefonista del hotel                          | 8         | 2017     |
| Kara Tointon      | Betsey Day              | Cantante del hotel                             | 8         | 2017     |
| Nico Rogner       | Max Klein               | Portero de la cocina del hotel                 | 7         | 2017     |
| Ewan Mitchell     | Billy Taylor            | Botones del hotel                              | 6         | 2017     |
| Charles Edwards   | Lucian D'Abberville     | Huésped del hotel                              | 6         | 2017     |

### Personajes recurrentes
| Actor             | Personaje              | Ocupación                      | Episodios | Duración |
| ----------------- | ---------------------- | ------------------------------ | --------- | -------- |
| Gareth Taplin     | -                      | Bailarín                       | 8         | 2017     |
| Kevin Eldon       | George Parry           | Chef                           | 3         | 2017     |
| Danny Webb        | Mortimer               | Oficial                        | 2         | 2017     |
| Tim Plester       | Douglas                | Soldado                        | 2         | 2017     |
| Charity Wakefield | Charity Lambert        | Amante de Lod Hamilton         | 2         | 2017     |
| Alex Jennings     | Lord Lawrence Hamilton | Dueño del hotel                | 1         | 2017     |
| Doug Allen        | Jim Taylor             | Esposo de Peggy                | 1         | 2017     |
| Jonathan Aris     | Asper                  | Espía alemán                   | 1         | 2017     |
| Eric Godon        | Comte De St. Claire    | Huésped del hotel              | 1         | 2017     |
| Matthew Marsh     | Delane                 | Jefe de O'Hara                 | 1         | 2017     |
| Geoffrey McGivern | Lord Ambrose           | Político                       | 1         | 2017     |
| Sophie Stanton    | Evelyn                 | Conductor de la ambulancia WVS | 1         | 2017     |
| Maggie O'Neill    | Gloria                 | Madre de Betsy                 | 1         | 2017     |
| Andrew Bridgmont  | -                      | Doctor                         | 1         | 2017     |
| Beverley Knight   | Ruby                   | Cantante                       | 1         | 2017     |
| Charles Armstrong | -                      | Crupier                        | 1         | 2017     |

## Episodios
La primera temporada estuvo conformada por ocho episodios.
Cada uno de los ocho episodios que componen la serie trae nuevas esperanzas, angustias, desafíos y agitación para los involucrados.

## Producción
El 3 de diciembre de 2015 el director de drama de la ITV, Steve November, y la controladora, Victoria Fea, anunciaron la comisión de la serie.
La serie fue creada por Charlotte Jones, contó con los directores Rob Evans, Justin Hardy, Philip John y Stephen Woolfenden; así como con los escritores Charlotte Jones, Jack Lothian, Charlotte Jones, Sarah Dollard y Martha Hillier. La producción fue realizada por Chris Croucher, quien contó con el apoyo de los productores ejecutivos Julie Clark, Andy Harries, Sharon Hughff y Jack Lothian, y la productora de línea Angie Daniell. La música estuvo en manos de Samuel Sim, mientras que la cinematografía fue realizada por Toby Moore, Adam Gillham y Jean-Philippe Gossart.
La serie fue filmada en 32 Lincoln's Inn Fields y en White Waltham Airfield Maidenhead en Londres, Inglaterra, Reino Unido. Contó con el apoyo de la compañía productora Left Bank Pictures, así como con 2020 Casting, Above the Line Set Assistance & Security, Digital Orchard, HireWorks, Look, The, Production Copier Company y Scallywag Travel.

### Emisión en otros países
| País   | Título         | Cadenas            | Fecha de Inicio      | Fecha de Finalización |
| ------ | -------------- | ------------------ | -------------------- | --------------------- |
| México | The Halcyon    | Fox Premium Series | 2017                 | -                     |
| Rusia  | Алкион         | -                  | -                    | -                     |
| Suecia | Hotell Halcyon | -                  | 4 de febrero de 2017 | -                     |